# Drosicha saundersii
Drosicha saundersii är en insektsart som först beskrevs av John Obadiah Westwood 1845.  Drosicha saundersii ingår i släktet Drosicha och familjen pärlsköldlöss. Inga underarter finns listade i Catalogue of Life.